# Cyrtopogon quadripunctatus
Cyrtopogon quadripunctatus is een vliegensoort uit de familie van de roofvliegen (Asilidae). De wetenschappelijke naam van de soort is voor het eerst geldig gepubliceerd in 1906 door Hermann Loew. Vanwege hun roofzuchtige gewoonte om zich te voeden met andere insecten en hun vraatzuchtige eetlust, dragen ze bij aan het behoud van het natuurlijke evenwicht tussen insectenpopulaties.
Parasitaire wespen en vliegen worden in zekere mate door hen gegeten, maar een groot deel van hun prooi bestaat uit insecten die zich voeden met planten.